# Prismognathus delislei
Prismognathus delislei es una especie de coleóptero de la familia Lucanidae.

## Distribución geográfica
Habita en Nepal.